# Municipio de Hecelchakán
El Municipio de Hecelchakán es uno de los 13 municipios del estado mexicano de Campeche. Su cabecera municipal es la ciudad de Hecelchakán.

## Geografía
Hecelchakán se encuentra ubicado en la zona norte del estado de Campeche, sus límites son al norte con el municipio de Calkiní y Dzitbalche, al sur con el de Tenabo, al sureste con el de Hopelchén  y al oeste con el Golfo de México Su extensión territorial es de 1,331.99 km² que representan el 2.34% del total del territorio estatal.

### Orografía e hidrografía
El territorio de Hecelchakán es prácticamente plano, con una suave inclinación descendiente de sur a norte, siendo esto característico del territorio campechano y de gran parte de la Península de Yucatán, la composición del suelo es principalmente calcáreo.
El suelo calcáreo no permite la retención superficial del agua, por lo cual no existe ninguna corriente fluvial ni cuerpo de agua en el territorio, las fuentes de agua son los pozos excavados hasta alcanzar el nivel frático donde se deposita el agua de lluvia debido a la permeabilidad del suelo. Todo el territorio se encuentra integrado en la Región hidrológica Yucatán Norte (Yucatán) y en la Cuenca Yucatán de la misma.

### Clima y ecosistemas
El clima que se registra en Hecelchakán es clasificado como Cálido subhúmedo con lluvias en verano, la temperatura media anual es siempre superior a los 26 °C, y la precipitación promedio anual en la mayor parte del territorio municipal va de 1,000 a 1,100 mm, a excepción de su zona costera donde es inferior a los 1,000 mm.
La gran mayoría de la vegetación del municipio es de selva, en mucha de ella se practica la llamada agricultura nómada, es decir se siempre en diversos puntos rotándose de un lugar a otro, es se da principalmente en el territorio interior del municipio, entre los árboles que abundan en esta zona están el chicozapote, el palo de tinte, la caoba y el ciricote; la zona costera registra dos tipos de vegetación, manglar y tular, característicos de toda la región. Se da una gran variedad de especies animales en el municipio, entre las que se pueden encontrar están tortuga, iguana, víbora, armadillo, culebra, perdiz, faisán, loro, pavo silvestre, chachalaca, paloma, gavilán, codorniz, lechuza, cojolito, cenzontle, cardenal, tlacuache, conejo, ardilla, tepezcuintle, tejón, mapache, oso hormiguero, tuza, jaguar, puerco de monte, venado y mico de noche.

## Demografía
Según el Conteo de Población y Vivienda de 2005 realizado por el Instituto Nacional de Estadística y Geografía, la población del municipio de Hecelchakán es de 26,973 habitantes, de los cuales 13,514 son hombres y 13,459 son mujeres.

### Localidades
El municipio tiene un total de 24 localidades. Las principales localidades y su población son las siguientes:
| Código INEGI      | Localidad         | Población (2020) |
| ----------------- | ----------------- | ---------------- |
| 040050001         | Hecelchakán       | 11 419           |
| 040050007         | Pomuch            | 9 607            |
| 040050006         | Pocboc            | 1 825            |
| 040050002         | Cumpich           | 1 814            |
| 040050045         | Yalnón            | 1 359            |
| 040050008         | Santa Cruz        | 1 297            |
| 040050003         | Chunkanán         | 1 100            |
| 040050004         | Dzitnup           | 1 050            |
| Otras localidades | Otras localidades | 1 759            |
| Total municipal   | Total municipal   | 31 230           |

## Política
El municipio de Hecelchakán fue creado como tal el día 1 de enero de 1916, siendo dese entonces uno de los municipios del estado. El gobierno le corresponde al Ayuntamiento, este está formado por el presidente municipal, un síndico de mayoría, un síndico de representación proporcional y un cabildo integrado por ocho regidores, de los cuales cinco son electos por mayoría y tres por representación proporcional. El ayuntamiento es electo por un periodo de tres años que no son renovables para el periodo inmediayo, pero si de manera no consecutiva.

### División administrativa
Para el gobierno interior del municipio, este se encuentra dividido en 1 junta municipal, 4 comisarías municipales y 6 agencias municipales. Las juntas municipales son electas mediante sufragio directo para un periodo de tres años, las comisarías y agencias municipales son nombradas directamente por el ayuntamiento para un periodo de la misma duración.
La junta municipal es Pomuch, las comisarías con Pocboc, San Vicente Cumpich, Santa Cruz y Dzitnup y las agencias Chunkanan, Nohalal, Dzotzil, Blanca Flor, Montebello, Dzotchén y Yalnon.

### Representación legislativa
Para la elección de Diputados al Congreso de Campeche y a la Cámara de Diputados de México, el municipio de Hecelchakán se encuentra integrado de la siguiente manera:
Local:
- XIX Distrito Electoral Local de Campeche con cabecera en Hecelchakán.

Federal:
- I Distrito Electoral Federal de Campeche con cabecera en San Francisco de Campeche.[13]

### Presidentes municipales
- (1997 - 2000): Juan Manuel Melken Díaz
- (2000 - 2003): Jose Dolores Brito Pech
- (2003 - 2006): Marco Antonio Ake Chi
- (2006 - 2009): José Luis Montero Rosado

- (2009 - 2012): Modesto Arcángel Pech Uitz
- (2012 - 2015): Fernando Nahum Sleme Lavadores
- (2015 - 2018): Modesto Arcángel Pech Uitz
- (2018 - 2021): José Dolores Brito Pech
- (2021 - 2024): José Dolores Brito Pech
- (2024 - 2027): José Cevastian Yam Poot